# Силва, Антониу Диниш да Круз и
Анто́ниу Ди́ниш да Круз и Си́лва (порт. António Dinis da Cruz e Silva); 4 июля 1731, Лиссабон — 5 октября 1799, Рио-де-Жанейро) — португальский юрист, поэт и переводчик, один из трёх основателей литературного общества Лузитанская Аркадия (порт. Arcádia Lusitana), выразитель эстетики классицизма эпохи Просвещения 2-й половины XVIII века. Известен под аркадийским поэтическим псевдонимом Элпи́ну Нонакрие́нсе (порт. Elpino Nonacriense). Его героико-комическая антиклерикальная поэма «Кропило» (порт. O Hissope) вошла в историю португальской литературы как лучшее произведение данного жанра. Литературоведы расценивают данную поэму как лучшее среди сочинений участников португальских Аркадий.

## Биография
Родился в небогатой и незнатной семье. Отец отправился на заработки в Бразилию, где и скончался. Образование получил в Коимбрском университете. Вскоре после Лиссабонского землетрясения под аркадийским псевдонимом Элпину Нонакриенсе (Elpino Nonacriense) стал одним из трёх основателей литературного общества Лузитанская или Лиссабонская Аркадия (Arcádia Lusitana ou Ulissiponense), созданного в марте 1756 года в Лиссабоне по модели римской академии Аркадии. В XVIII веке участникам литературных союзов, как Филинту Элизиу или маркизе де Алорна, было свойственно выступать под поэтическими псевдонимами. 
А. Ж. Сарайва отметил особенность — Круз и Силва полностью разделял идеологию маркиза Помбала. Ради успешной магистрской карьеры Круз и Силва был вынужден отойти от активной деятельности в Аркадии.
В 1759 году был назначен судьёй в Каштелу де Виде, а в 1764 году — военным судьёй в Элваш, где провёл около 10 лет в безуспешных попытках оживить работу Лузитанской Аркадии. Но там аркадиец нашёл провинциальную замену столичному союзу, сотрудничая в литературной Академии Эборенсеш, работал над своим самым известным произведеним комедией «Кропило» и комедией «Ложный героизм» (O Falso Heroísmo). С 1776 по 1789 год исполнял обязанности судьи в Рио-де-Жанейро. После краткого пребывания в Порту снова вернулся в Бразилию в 1790 году для участия ещё с 12 судьями в громком и длительном процессе над заговорщиками неудавшегося восстания Инконфиденсия Минейра (порт. Inconfidência Mineira) в штате Минас-Жерайс. Судье пришлось выносить приговор собратьям по перу, в частности бразильскому поэту Гонзаге.

## Творчество и деятельность в Лузитанской Аркадии
После утверждения устава в июле 1757 года и до 1760 года в Аркадии кипела общественная жизнь, и её главным организатором выступал Круз и Силва. Основатель общества привнёс в португальскую Аркадию обязательное использование персонажей языческой мифологии в качестве аллегорий. К условностям его стиля, как и других португальских аркадийцев, можно отнести использование символов, метафор, античных эпитетов, поэтому А. Ж. Сарайва определил творчество поэта как мифотворческий реализм.

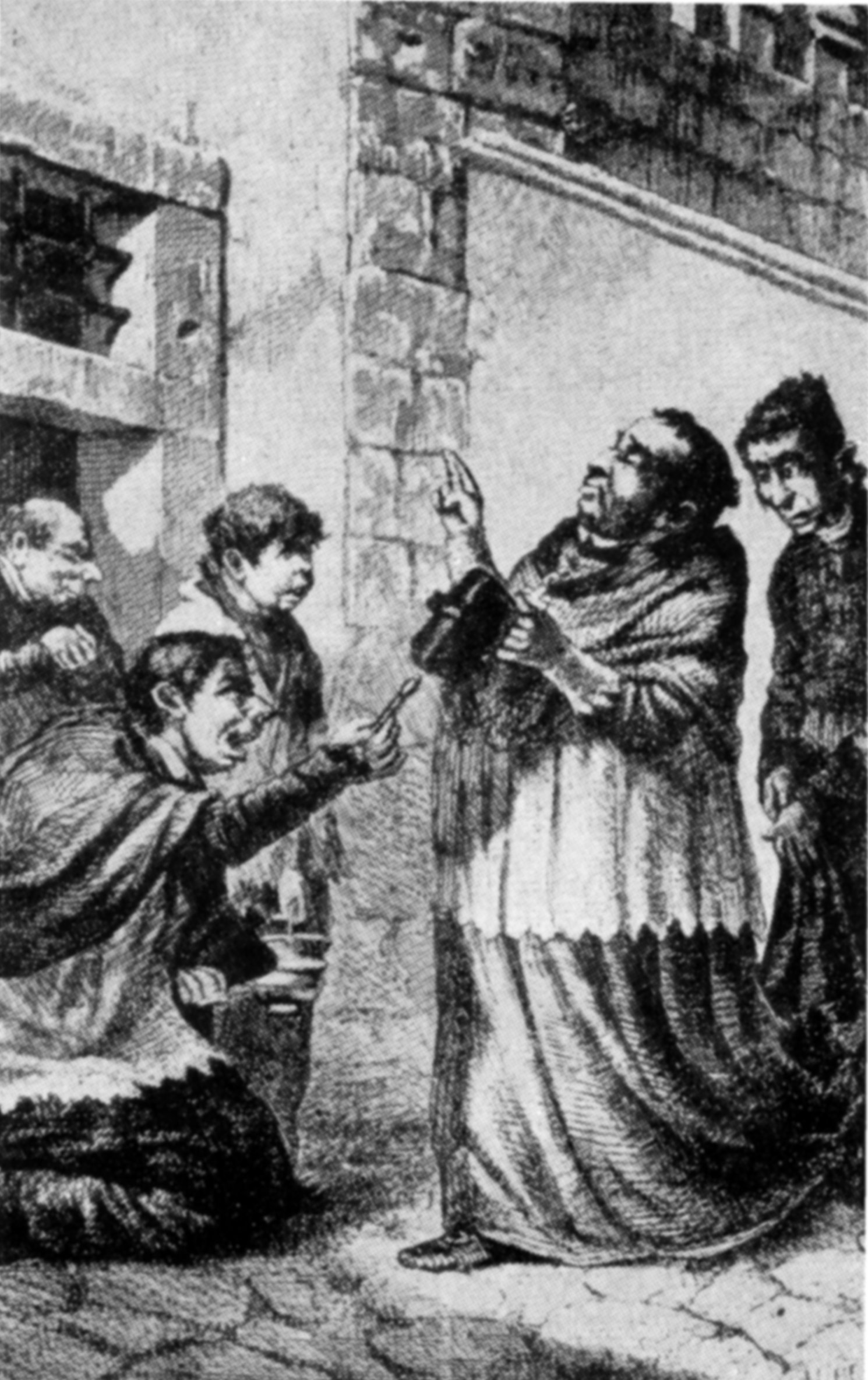
Иллюстрация Ж. М. де Маседу к бразильскому изданию поэмы O Hissope, 1878

Наиболее известным сочинением считается антиклерикальная поэма «Кропило», над которой поэт трудился долгие годы, а её окончательный вариант определился в 1790 году. Сочинение распространялось в списках, Теофилу Брага сообщал о 10 сохранившихся рукописях. В первом издании 1802 года поэма содержит VIII песен. Автор поэмы подражал эпическому стилю «Лузиад». В центре сюжета стоял вопрос о церемонии проведения службы между епископом и настоятелем собора в Элваше. В поэме высмеиваются феодальные ценности, схоластический менталитет, эстетика барочной поэзии Гонгоры, показное величие аристократии и злоупотребления высшего клира.
Обширное творческое наследие было опубликовано посмертно, как и в случаях с другими членами Лиссабонской Аркадии. При жизни автора были изданы 4 гимна, 3 идиллии, 2 оды и 1 дифирамб. В посмертном 6-томном собрании сочинений (1807—1817) изданы сонеты (1-й том), 25 идиллий (2-й том), дифирамбы и анакреонтические оды (3-й том); в 4-м томе вышли сонеты, эпиграммы, 3 перевода из Аристофана?, 2 элегии, «Бразильские метаморфозы», комедия, трагедия, песня (романс) и 2 кантиги; в 5-й и 6-й тома вошли 44 оды в подражании Пиндару.

## Значимость
А. Ж. Сарайва шутливо отметил, что весь обширный творческий багаж Круз и Силвы сейчас должен храниться в историко-литературном музее, иными словами — он может представлять интерес только для литературоведов и любителей древностей. Среди его более 300 сонетов внимания достойны лишь те, которые описывают морское путешествие в Бразилию и пребывание в тех экзотических землях. 
Для литературоведов представляет интерес так называемая диссертация «О стиле эклог» (части 1 и 2), то есть выступления Элпину Нонакриенсе теоретического характера, как и Корреи Гарсана (1724—1772), на заседаниях Лиссабонской Аркадии в сентябре и октябре 1757 года. В своих речах Элпину Нонакриенсе использовал к членам Лиссабонской Аркадии обращение «пастухи» (pastores), выступал за ориентацию на вкусы французов и итальянцев, поскольку «дурной вкус кастильцев не расточил свой яд в Португалии» (o pessimo gosto dos Castelhanos não tinha derramado o seu veneno em Portugal), высказывался в защиту пасторальной поэзии, выделяя в качестве образцов для подражания португальских поэтов XVI века Франсишку Са де Миранду, Франсишку де Са де Менезеша, Бернардина Рибейру, Луиша де Камоэнса, Криштована Фалкана и многих других, так как «все они любили, все они сочиняли эклоги».

## Издания
- Silva C. e. Poesias de Antonio Diniz da Cruz e Silva na Arcadia de Lisboa Elpino Nonacriense :  [порт.] : in 6 vol. / António Dinis da Cruz e Silva. — 1ª ed. — Lisboa : na Typografia Lacerdina, 1807–1817. — 348+322+296+396+311+503 p.
- Silva C. e. O Hyssope : Poéma heroi-comico por Antonio Diniz da Cruz e Sylva :  [порт.] / António Dinis da Cruz e Silva. — [2.ª ed.] Nova ed. corr., com variantes, pref., e notas. — Paris : A. Bobée, 1817. — XXXVI+137 p.